# Le Retour du frère prodigue
Le Retour du frère prodigue (France) ou L'Invention (Québec) (Brother Can You Spare Two Dimes?) est le 24e épisode de la saison 3 de la série télévisée d'animation Les Simpson.

## Synopsis
Herbert, devenu clochard par la faute de son frère, vient voir Homer : il lui demande 2 000 dollars pour commercialiser son invention, le traducteur électronique pour bébés. Homer lui doit bien ça… mais ce dernier a une autre idée : dépenser les 2 000 dollars reçus de la centrale pour acheter un fauteuil vibrant. Finalement, Homer donnera l'argent à Herbert qui redeviendra riche grâce à ça. En échange, Herbert accordera son pardon à Homer, et par la même occasion lui offrira le fauteuil vibrant et d'autres cadeaux pour toute la famille.